# Lauralee Bowie
Lauralee Bowie – kanadyjska narciarka, uprawiająca narciarstwo dowolne. Nigdy nie startowała na mistrzostwach świata ani na igrzyskach olimpijskich. Najlepsze wyniki w Pucharze Świata osiągnęła w sezonie 1979/1980, kiedy to była druga w klasyfikacji generalnej, pierwsza w klasyfikacjach skoków akrobatycznych i trzecia w kombinacji.
W 1981 r. zakończyła karierę.

## Sukcesy

### Puchar Świata

#### Miejsca w klasyfikacji generalnej
- 1979/1980 – 2.
- 1980/1981 – 20.

#### Miejsca na podium
1. Poconos – 11 stycznia 1980 (Skoki akrobatyczne) – 3. miejsce
2. Poconos – 11 stycznia 1980 (Kombinacja) – 2. miejsce
3. Poconos – 12 stycznia 1980 (Kombinacja) – 3. miejsce
4. Oberjoch – 2 marca 1980 (Skoki akrobatyczne) – 1. miejsce
5. Tignes – 15 marca 1980 (Skoki akrobatyczne) – 2. miejsce
6. Whistler – 30 marca 1980 (Skoki akrobatyczne) – 1. miejsce
7. Whistler – 30 marca 1980 (Kombinacja) – 2. miejsce

- W sumie 2 zwycięstwa, 3 drugie i 2 trzecie miejsca.